# Cynisca bifrontalis
Espèce
Synonymes
- Amphisbaena bifrontalis Boulenger, 1906

Statut de conservation UICN

 LC  : Préoccupation mineure
Cynisca bifrontalis est une espèce d'amphisbènes de la famille des Amphisbaenidae.

## Répartition
Cette espèce est endémique du Gabon.

## Description
Cette espèce de lézard est apode.

## Publication originale
- Boulenger, 1906 : Report on the reptiles collected by the late L. Fea in West Africa. Annali di Museo Civico di Storia Naturale di Genova, ser. 3, vol. 2, p. 196-216.